# Huis van Brecht

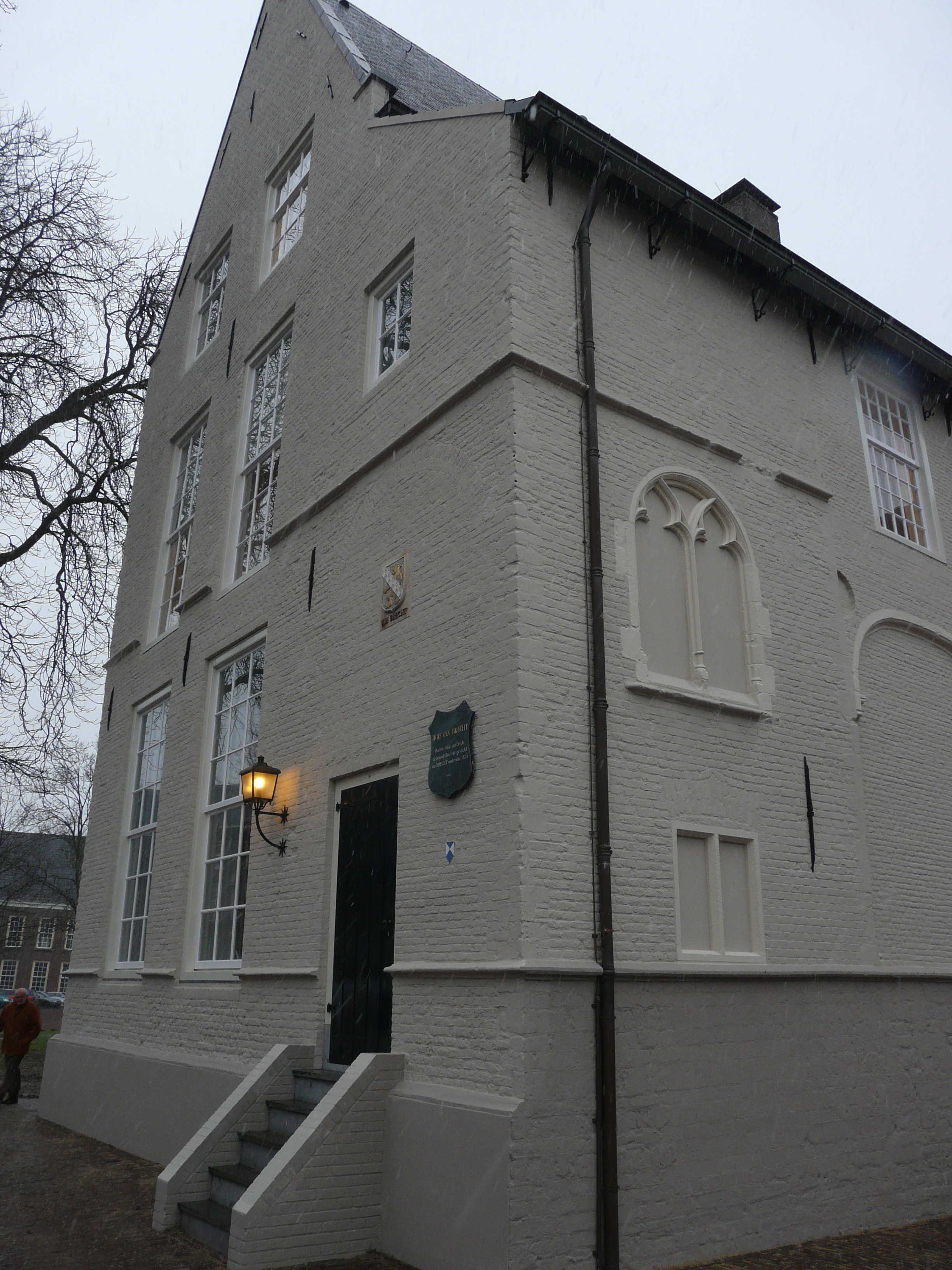
Huis van Brecht

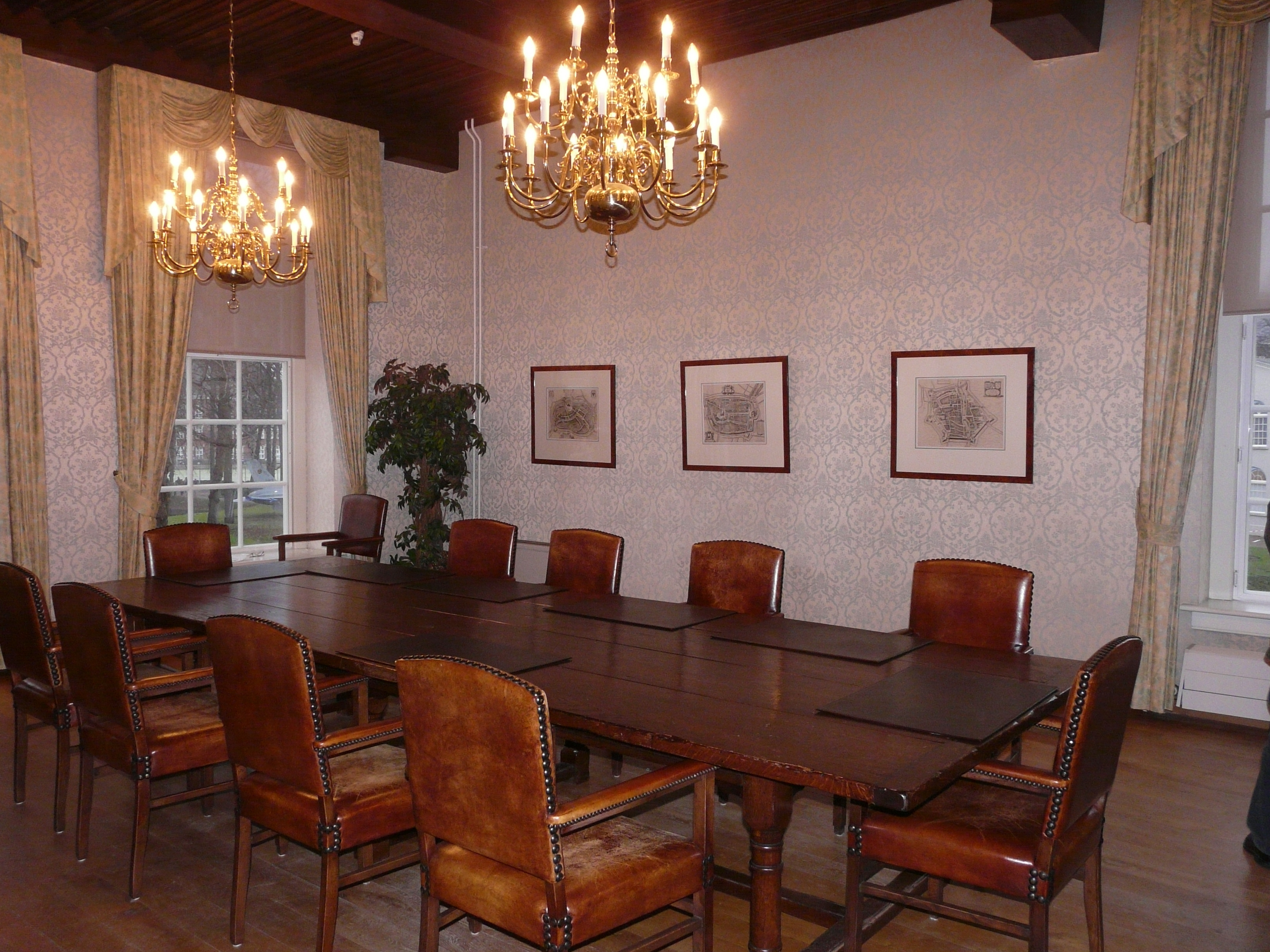
Puffiuszaal

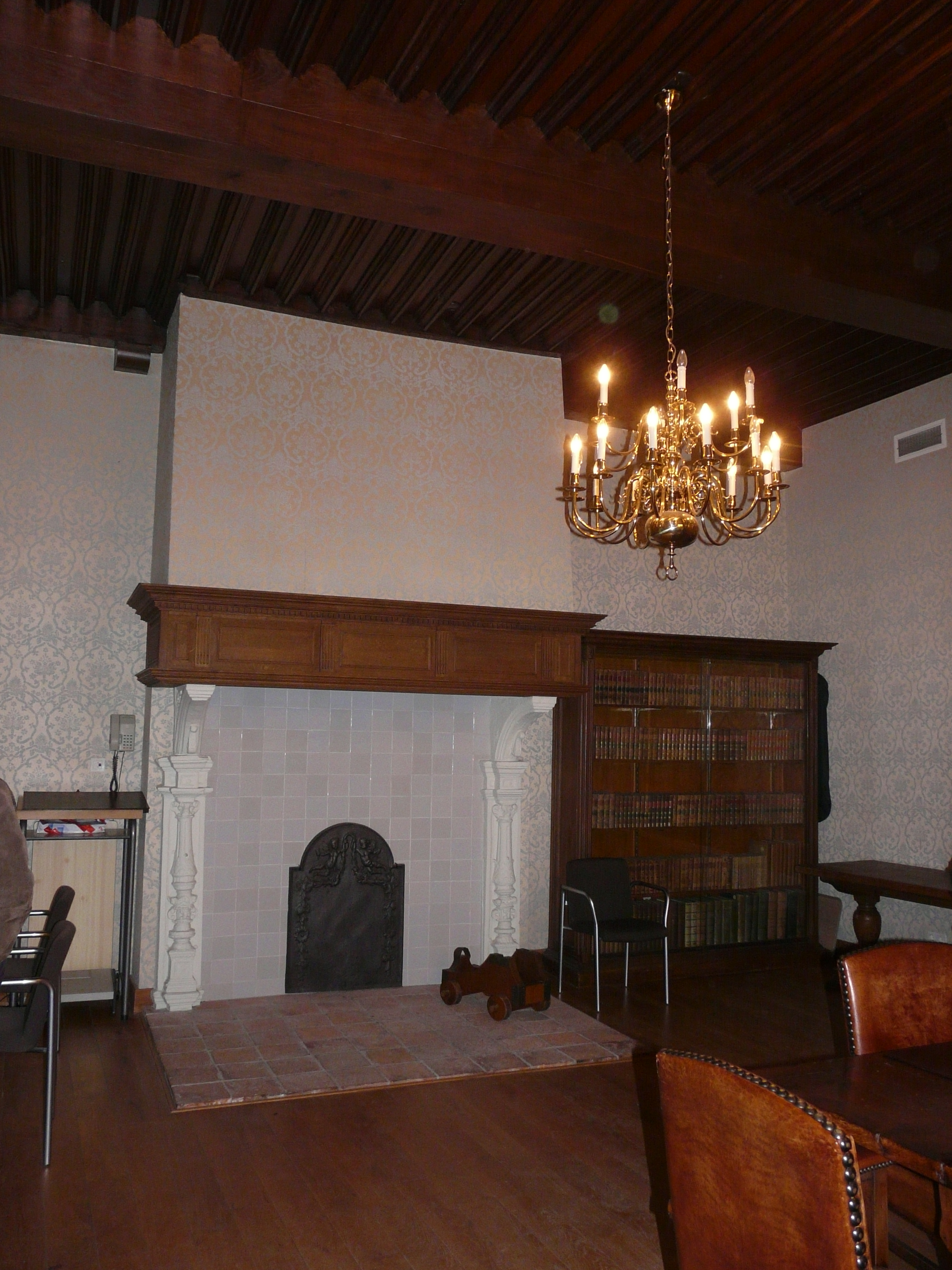
Open Haard in de Puffiuszaal

Het Huis van Brecht is een gebouw in het centrum van Breda op het terrein van het Kasteel van Breda. Het is gebouwd van steen en dateert uit de tweede helft van de veertiende eeuw. Gouvaert van Brecht kocht het in 1530 en vergrootte de woning met een galerij. Na de list met het Turfschip van Breda vlucht de Spaanse familie naar Luik en werd het huis van het Bredase stadsbestuur.
Tot 1605 heeft het gebouw verschillende functies vervuld, waaronder kanunnikenhuis (vermoedelijk) en smidse; vanaf 1794 tot 1940 was het als militair hospitaal in gebruik. Tegenwoordig dient het gebouw als onderkomen voor de bibliotheek van de Koninklijke Militaire Academie (KMA).
Op de eerste verdieping is de Puffiuszaal gevestigd, genoemd naar een gouverneur van de KMA. De zaal heeft zijden behang en wordt ook wel de Vlaamse Zaal genoemd naar het Vlaamse balkenplafond. De zaal is tegenwoordig in gebruik als vergaderzaal en als ruimte voor de Advies Commissie Instroom (ACI) voor het voeren van 'sollicitatiegesprekken' met potentiële nieuwe cadetten.